# El Parador de las Hortichuelas
El Parador de las Hortichuelas es una localidad española de la provincia de Almería, la comunidad autónoma de Andalucía y del municipio de Roquetas de Mar (aunque una pequeña parte está dentro del municipio de Vícar), situada en el Poniente Almeriense y a 18,2 km de la capital provincial, Almería. Su población en 2014 fue de 8808 (INE).

## Ubicación
Se encuentra dividida entre los términos municipales de Roquetas de Mar y Vícar, (en una pequeña parte, en la zona noroeste de la localidad). Se encuentra situada, por el Este, a un kilómetro de Aguadulce, por el Oeste a 2 kilómetros de La Gangosa - Vistasol y por el Sur a 4 kilómetros de Roquetas de Mar.
| Noroeste: Vícar   | Norte: Vícar y Enix (Almería) | Noreste: Enix              |
| Oeste: La Gangosa |                               | Este: Aguadulce            |
| Suroeste: Vícar   | Sur: El Barrio San Francisco  | Sureste: Campillo del Moro |

## Límites
Limitando el municipio de Roquetas de Mar con los municipios de Enix, Vícar, La Mojonera y El Ejido. 

## Etimología
El Parador de las Hortichuelas, también llamado antiguamente "Parador de Corrales" y "de la Asunción" debe sus nombres a cuatro hechos:
- Ser cruce de caminos existentes donde los carruajes de antaño hacían "parada", (de ahí, "Parador").
- "de corrales", en honor al primer propietario de todas estas tierras llamado Antonio Corral.
- A la gran cantidad de pequeñas huertas ("huertecillas" u "hortichuelas") existentes en la zona.
- "de la Asunción" en advocación a su iglesia.

## Demografía
Los datos poblacionales de esta localidad en 2014, según el INE, son:
| Entidad de Población                           | Pob. (2014) |
| ---------------------------------------------- | ----------- |
| El Parador de las Hortichuelas Roquetas de Mar | 8808        |
| El Parador (Vícar)                             | 441         |
| El Parador, Total de habitantes                | 9249        |

### Evolución de la población
| Gráfica de evolución demográfica de El Parador de las Hortichuelas entre 2000 y 2010 |
|                                                                                      |
| Datos según el nomenclátor publicado por el INE.                                     |

## Historia
Esta población, aunque existente desde muy antiguo, comienza su historia más reciente en torno al año 1954, época en que el gobierno de Franco, a través del Instituto Nacional de Colonización construyó un gran núcleo de casas rurales y que eran entregadas a los agricultores que las solicitaban venidos desde los pueblos de las sierras cercanas, incluyendo una parcela de tierra para su explotación.
Predominantemente zona agrícola, con inmensidad de invernaderos donde se cultivan hortalizas de muchas variedades, abasteciendo tanto a nivel nacional como internacional, el Parador fue la localidad de la provincia en la que se construyó el primer invernadero en la década de los cincuenta.[cita requerida]
En la actualidad y dado el auge de la construcción ha crecido considerablemente convirtiéndose en ciudad dormitorio de la capital de Almería.

## Cultura
El patrón de la localidad es San Isidro Labrador. Sus fiestas se celebran alrededor del 15 de mayo con una destacada procesión y una gran feria popular.
Durante la Semana Santa tienen lugar un conjunto de procesiones organizadas por la Hermandad del Stmo. Cristo de la Buena Muerte, Ntra. Sra. de la Amargura y Ntro. Padre Jesús de la Salud en su Entrada Triunfal en Jerusalén. 
El Domingo de Ramos procesiona Ntro. Padre Jesús de la Salud en su Entrada Triunfal en Jerusalén, más conocido como "La Borriquita".
El Martes Santo el Stmo. Cristo de la Buena Muerte es escoltado por una escuadra de gastadores caballeros legionarios del Campamento Álvarez de Sotomayor de Viator  desde la parroquia del barrio hasta su capilla. 
Los actos culminan el Jueves Santo con el desfile procesional del Santísimo Cristo de la Buena Muerte, Ntra. Sra. de la Amargura y San Juan Evangelista. Salen en desfile procesional dos pasos. El desfile culmina con la espera de los feligreses en la capilla donde se produce el encuentro de María Santísima de la Amargura con el Santísimo Cristo de la Buena Muerte. Consumiendo la noche con el cántico de saetas a las imágenes veneradas y un "encuentro" entre los pasos donde los costaleros y costaleras vitorean a sus Imágenes. 

## Educación
| Centros de Enseñanza en El Parador de las Hortichuelas | Centros de Enseñanza en El Parador de las Hortichuelas | Centros de Enseñanza en El Parador de las Hortichuelas | Centros de Enseñanza en El Parador de las Hortichuelas | Centros de Enseñanza en El Parador de las Hortichuelas | Centros de Enseñanza en El Parador de las Hortichuelas | Centros de Enseñanza en El Parador de las Hortichuelas |
| Código                                                 | Nombre                                                 | Munic/Localidad                                        | Domicilio                                              | Enseñanzas                                             | Servicios                                              | Bilingüe                                               |
| ------------------------------------------------------ | ------------------------------------------------------ | ------------------------------------------------------ | ------------------------------------------------------ | ------------------------------------------------------ | ------------------------------------------------------ | ------------------------------------------------------ |
| 04003755                                               | CEIP Francisco Villaespesa                             | Roquetas de Mar-El parador de las Hortichuelas         | C/ Escuelas, s/n                                       | INF, PRI y EE                                          | Comedor, aula matinal y actividades extraescolares.    |                                                        |
| 04000331                                               | IES El Parador                                         | Roquetas de Mar- El Parador de las Hortichuelas        | C/ Eduardo Fajardo, n.º 50                             | ESO y BAC                                              |                                                        |                                                        |

## Deportes
El Parador de las Hortichuelas tiene un club de fútbol en la categoría Regional Preferente, donde juega como local en el campo de "Los Eucaliptos".